# 機械学 (アリストテレス)
『機械学』（希: Μηχανικά、羅: Mechanica、英: Mechanics）とは、アリストテレス名義の自然学短篇著作の1つであり、『小品集』を構成する9篇の内の1つ。アリストテレスの作品ではなく、ペリパトス派（逍遙学派）の後輩たちの作品と見られている。

## 構成
序論と全35章から成る。
- 序論 - 一般的考察。機械学の問題。梃子（てこ）の不思議。円の特色について。
- 第1章 - 秤（はかり）について。大きい秤の方が小さい秤より正確な理由。
- 第2章 - 梃子（てこ）について。棹（さお）の上方固定と下方固定の違い。
- 第3章 - 梃子（てこ）の原理について。
- 第4章 - 船の漕手について。
- 第5章 - 舵（かじ）について。
- 第6章 - 船端が高いほど船体が早く進む理由。帆柱の梃子（てこ）的働き。
- 第7章 - 風と帆と舵の関係。舵の梃子（てこ）的働き。
- 第8章 - 円いものが動きやすい理由。輪と軸の関係。
- 第9章 - 大きい円によってものをより容易かつ速く動かすことができる理由。
- 第10章 - 重さが無い方が動きやすい理由。
- 第11章 - 重い荷物は車よりも転柱（ローラー）で運ぶ方が容易な理由。車には軸の摩擦がある。
- 第12章 - 石は手より投石機の方が遠く投げられる理由。半径が大きいと運動がより速くなる。
- 第13章 - 巻き上げ機の原理。
- 第14章 - 木片を折る場合、中央を膝で折ると折りやすい理由。
- 第15章 - 海岸の小石や貝殻が円い理由。運動と摩擦の効果。
- 第16章 - 木材が長いほど曲げやすい。
- 第17章 - 楔（くさび）が機能する理由。
- 第18章 - 二つの滑車の仕組み。
- 第19章 - 斧の構造と働き。
- 第20章 - 棹秤（さおばかり）が小さなおもりで大きな量を測れる理由。
- 第21章 - 歯科医と抜歯機。
- 第22章 - クルミとクルミ割り。
- 第23章 - 斜方形（菱型）の運動。
- 第24章 - 同心円の運動の関係。
- 第25章 - 寝台の紐の張り方。
- 第26章 - 長い木材を肩で運ぶ場合、真ん中に肩を当てると運びやすい理由（天秤棒）。
- 第27章 - 長いものを肩で運ぶことが困難な理由。
- 第28章 - 釣瓶（つるべ）の構造。
- 第29章 - 2人で物を運ぶ場合、重心が真ん中にあると重圧が平均分散される理由。
- 第30章 - 立ち上がる時に股と下肢の間に直角を作る必要がある理由。
- 第31章 - 動いているものはその動きを続ける傾向がある理由（慣性）。
- 第32章 - 投げられたものが動くのを止める理由。
- 第33章 - 物が他の力で運ばれる時、その動きを次のものに伝える場合、そうでない場合。
- 第34章 - 物が投げられる時、その運動は投げる力に依存する。
- 第35章 - 渦巻きの中の物が常に中央に運ばれて動きを止める理由。

## ギリシア語原文
スケイフ・ビューアー（Scaife Viewer）で読むことができる。→ギリシア語原文の第1頁
ページの右にポインタをあわせれば「 > 」が表示され、それを押せば次々とページを読み進めることができる。

## 日本語訳
- 『アリストテレス全集10』 岩波書店、1969年